# Paus Johannes XIII
Johannes XIII (Rome, ca. 930 - aldaar, 6 september 972) was paus van 1 oktober 965 tot bij zijn overlijden in 972. Alhoewel hij ook afkomstig was uit het huis van Theophylactus, zoals paus Johannes XII, werd Johannes XIII ook wel Johannes de Goede genoemd.
Johannes was de zoon van Theodora, een zuster van Marozia en was bisschop van Narni. Bij het overlijden van zijn voorganger paus Leo VIII, vroegen de Romeinen aan keizer Otto I om paus Benedictus V terug als paus te installeren, maar deze stierf voortijdig, zodat Otto I Johannes opdrong.
Johannes stelde het aartsbisdom Maagdenburg in. Op kerstdag 967, kroonde hij Otto II, de zoon van Otto I, tot medekeizer en hij ondersteunde het huwelijk van Otto II met de Byzantijnse prinses Theophano.
Hij stelde het dopen van klokken in.
Cursief: tegenpaus